# ادوارد شرایر
ادوارد ریچارد شرایر (انگلیسی: Edward Richard Schreyer؛ زادهٔ ۲۱ دسامبر ۱۹۳۵) سیاست‌مدار اهل کانادا است. وی از ۲۲ ژانویه ۱۹۷۹ تا ۱۴ مه ۱۹۸۴ فرماندار کل این کشور بود.